# Rixty Minutes
"Rixty Minutes" er den ottende episode i den første sæson af Adult Swims tegnefilmserie Rick and Morty. Den er skrevet af Tom Kauffman og Justin Roiland, og instrueret af Bryan Newton, og den havde premiere på d. 17. marts 2014. Titlen er en reference til det amerikanske nyhedsmagasin 60 Minutes.
I afsnittet ser Rick Sanchez og Morty Smith kabel-tv fra andre dimensioner, mens Jerry, Beth og Summer ser alternative realityversioner af dem selv ved hjælp af et par interdimensionelle briller. Afsnittet blev godt modtaget og blev set af omkring 1,48 mio. personer i USA ved lanceringen.